# Radicaal 115
Radicaal 115 is een van de 23 van de 214 Kangxi-radicalen dat bestaat uit vijf strepen.
In het Kangxi-woordenboek zijn er 431 karakters die dit radicaal gebruiken.

## Karakters met het radicaal 115
| Strepen | Karakter                                                                   |
| ------- | -------------------------------------------------------------------------- |
| + 0     | 禾                                                                         |
| + 2     | 禿 秀 私 秂 秃                                                             |
| + 3     | 秄 秅 秆 秇 秈 秉 秊                                                       |
| + 4     | 秋 秌 种 秎 秏 秐 科 秒 秓 秔 秕 秖 秗                                     |
| + 5     | 秘 秙 秚 秛 秜 秝 秞 租 秠 秡 秢 秣 秤 秥 秦 秧 秨 秩 秪 秫 秬 秭 秮 积 称 |
| + 6     | 秱 秲 秳 秴 秵 秶 秷 秸 秹 秺 移 秼 秽 秾                                  |
| + 7     | 秿 稀 稁 稂 稃 稄 稅 稆 稇 稈 稉 稊 程 稌 稍 税                            |
| + 8     | 稏 稐 稑 稒 稓 稔 稕 稖 稗 稘 稙 稚 稛 稜 稝 稞 稟 稠 稡 稢 稣 稤 稥       |
| + 9     | 稦 稧 稨 稩 稪 稫 稬 稭 種 稯 稰 稱 稲 稳 穀                               |
| + 10    | 稴 稵 稶 稷 稸 稹 稺 稻 稼 稽 稾 稿 穁 穂 穃                               |
| + 11    | 穄 穅 穆 穇 穈 穊 穋 穌 積 穎 穏 穐 穑 穒                                  |
| + 12    | 穉 穓 穔 穕 穖 穗 穘 穙 穚 穛 穜 穝 穞                                     |
| + 13    | 穟 穠 穡 穢 穣                                                             |
| + 14    | 穤 穥 穦 穧 穨 穩 穪 穫                                                    |
| + 15    | 穬 穭 穮 穯                                                                |
| + 16    | 龝                                                                         |
| + 17    | 穰 穳                                                                      |
| + 18    | 穱                                                                         |
| + 19    | 穲                                                                         |

Orakelbotkarakter
Bronskarakter
Groot zegelkarakter
Klein zegelkarakter